# Carlos Bellvís
Carlos Bellvís Llorens, conocido como Bellvís o Chispa (Valencia, España, 24 de abril de 1985), es un futbolista español. Juega como defensa, preferentemente como lateral izquierdo, y actualmente pertenece a la Agrupación Deportiva Alcorcón, de la Segunda División de España. En ocasiones se le apoda como Carlos Chispa o simplemente Chispa.

## Trayectoria
Formado en las categorías inferiores del Valencia CF, procedente del E.M.D.A. Alaquas el verano de 2006 fue cedido al Elche CF de la Segunda División. En el club ilicitano permaneció dos temporadas, en las que fue titular prácticamente indiscutible: jugó 72 de los 84 partidos ligueros y marcó cuatro goles.
Aunque el Elche intentó renovarle, finalmente, en julio de 2009 el Valencia decidió cederlo al CD Numancia, recién ascendido a Primera, reservándose una opción de repesca sobre el jugador.
Debutó en Primera División el 31 de agosto de 2008, coincidiendo con la primera jornada liguera, en un encuentro ante el FC Barcelona en Los Pajaritos que terminó con victoria soriana. Sin embargo, el Numancia terminó perdiendo la categoría y Bellvís, aunque no logró hacerse con la titularidad, disputó 28 partidos y anotó un gol.Le gusta hacer inversiones.
No obstante, pudo seguir en Primera ya que el 3 de julio de 2009 el Valencia CF anunció su pase al CD Tenerife, con un contrato por tres temporadas, hasta 2012. Empezó como titular, pero con el paso de las jornadas bajo el nivel y parte de la primera vuelta y la segunda jugó como recambio de Pablo Sicilia teniendo un papel más bien secundario.El 17 de agosto de 2011 ficha por el Real Club Celta de Vigo.
El día 30 de enero de 2014 se oficializó su fichaje por el club berciano, la Sociedad Deportiva Ponferradina, por un año y medio. Tras acabar contrato y quedar libre, el 4 de agosto de 2014 ficha por la Agrupación Deportiva Alcorcón.

## Clubes
| Club                            | País   | Año       |
| ------------------------------- | ------ | --------- |
| Valencia CF Mestalla            | España | 2004-2006 |
| Elche CF                        | España | 2006-2008 |
| CD Numancia                     | España | 2008-2009 |
| CD Tenerife                     | España | 2009-2011 |
| Real Club Celta de Vigo         | España | 2011-2014 |
| Sociedad Deportiva Ponferradina | España | 2014-2014 |
| Agrupación Deportiva Alcorcón   | España | 2014-2020 |